# Tasmanoonops australis
Tasmanoonops australis là một loài nhện trong họ Orsolobidae.
Loài này thuộc chi Tasmanoonops. Tasmanoonops australis được Raymond Robert Forster & Norman I. Platnick miêu tả năm 1985.